# Wang Dong (historien)
Pour les articles homonymes, voir Wang Dong.
Wang Dong (chinois simplifié : 王栋 ; chinois traditionnel : 王棟 ; pinyin : wáng dòng), née en 1967, est une historienne chinoise. Elle a travaillé notamment sur les Traités inégaux imposés à la Chine impériale de la Dynastie Qing par les empires coloniaux occidentaux et japonais, ainsi que les relations entre les États-Unis et la République populaire de Chine.

## Carrière
Elle est professeur d'histoire à l'East-West-Institute of International Studies du Gordon College (en) à Boston aux États-Unis et directeur du Centre des études est-asiatique de l'Université de Turku en Finlande.
Elle est également affiliée à l'Université de Duisbourg et Essen en Allemagne.

## Recherches
Elle a travaillé notamment sur les Traités inégaux imposés à la Chine impériale de la Dynastie Qing par les empires coloniaux occidentaux et japonais, ainsi que sur les relations entre les États-Unis et la République populaire de Chine.[réf. nécessaire]
Son ouvrage The United States and China: A History from the Eighteenth Century to the Present a été classé en 2013 dans le CHOICE's Outstanding Academic Titles 2013: Top 25 Books de l'association des bibliothèques américaines (ALA).

## Publications

### Ouvrages
- (en) Dong Wang, China's Unequal Treaties : Narrating National History, Lanham (Md.), Lanham, Md.: Lexington Books, 2005, 179 p. (ISBN 978-0-7391-2806-0, OCLC 607921150) (review (en) Samuel Chan, « Review — China's Unequal Treaties: Narrating National History », The China Journal, Chicago, The University of Chicago Press, no 57,‎ 2007, p. 217-219 (DOI 10.2307/20066280, JSTOR 20066280))
- (en) Dong Wang, Managing God's higher learning : U.S.-China cultural encounter and Canton Christian College (Lingnan University), 1888-1952, Lanham, Md., Rowman & Littlefield Publishers, 2007, 226 p. (ISBN 978-0-7391-1936-5 et 0-7391-1935-4, lire en ligne)
- (zh) 王栋, 中国的不平等条约 : 国耻与民族历史叙述, 复旦大学出版社,‎ octobre 2011, 202 p. (ISBN 978-7-309-08172-5)
- (en) Dong Wang, The United States and China : a history from the eighteenth century to the present, Lanham, Rowman & Littlefield Publishers, 2013, 390 p. (ISBN 978-0-7425-5782-6, OCLC 811410934, lire en ligne)

### Articles
- (zh) 王栋, « 道咸经世派基督教观述评 », 北方论丛, no 2,‎ 1990, p. 91-94 (lire en ligne)
- (en) Dong Wang, « Redeeming ‘A Century of National Ignominy:’ Nationalism and Party Rivalry over the Unequal Treaties, 1928-1947 », Twentieth-Century China, Maney Publishing, vol. 30, no 2,‎ avril 2005, p. 72-100 (ISSN 1521-5385 et 1940-5065)
- (en) Dong Wang, « Portraying Chinese Christianity : the American press and U.S.-China relations since the 1920s », The journal of American-East Asian relations, Chicago, Ill., Imprint Publications, no 13,‎ 2008, p. 81-119 (OCLC 770479039)
- (en) Dong Wang, « Internationalizing heritage: UNESCO and China’s Longmen Grottoes », China Information, SAGE publication, vol. 24, no 2,‎ juillet 2010, p. 123-147 (DOI 10.1177/0920203X10369097)
- (en) Dong Wang, « U.S.-China Trade, 1971–2012: Insights into the U.S.-China Relationship », The Asia-Pacific Journal, vol. 11,‎ 17 juin 2013 (lire en ligne)